# Kuknoor, Raichur
Kuknoor là một làng thuộc tehsil Raichur, huyện Raichur, bang Karnataka, Ấn Độ.